# مونوسرین
مونوسرین (به انگلیسی: Monocerin) با فرمول شیمیایی C۱۶H۲۰O۶ یک ترکیب شیمیایی با شناسه پاب‌کم ۹۲۲۶۷ است. که جرم مولی آن ۳۰۸٫۳۳ g/mol می‌باشد.